# Jakub z Sącza

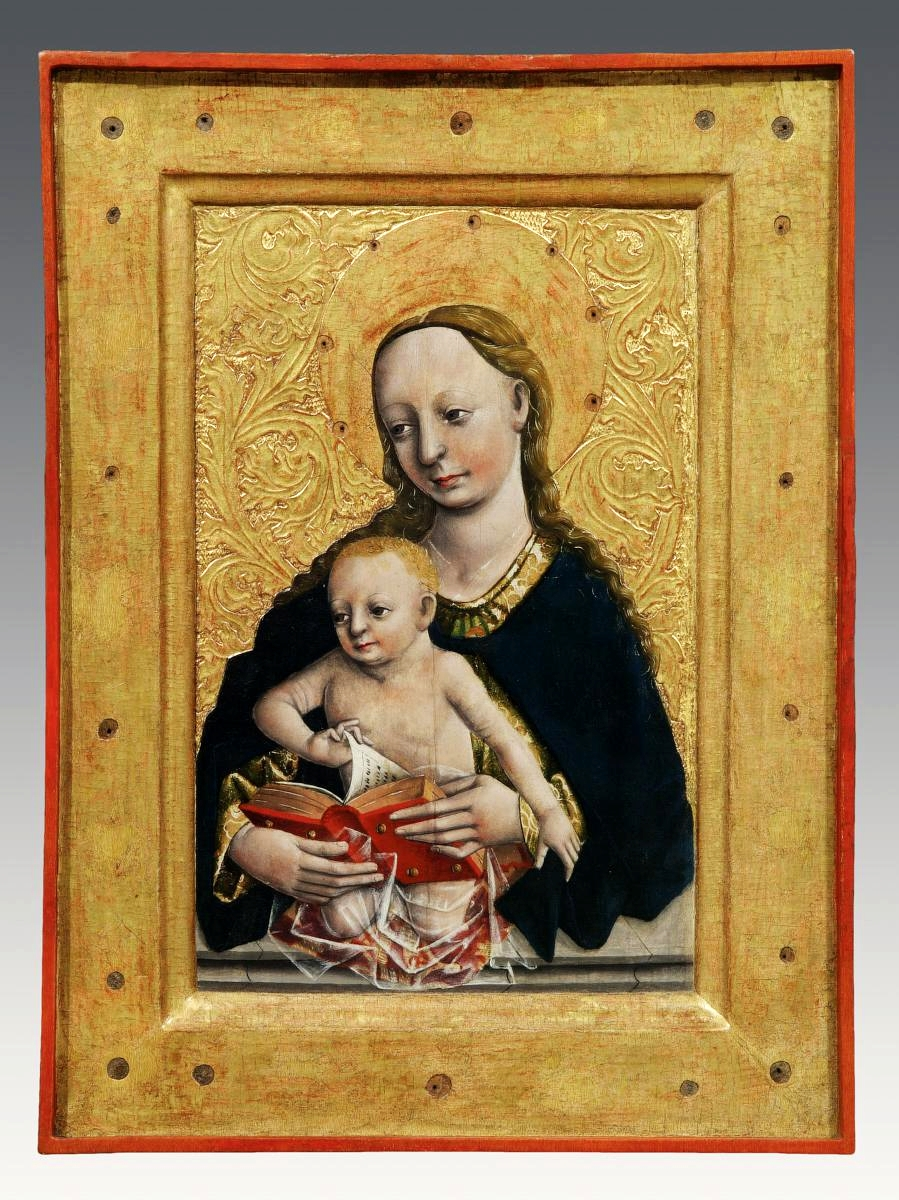
Madonna z Dzieciątkiem z Bardejowa (1465-1470) przypisywana Jakubowi z Sącza

Jakub z Sącza, Jakub z Nowego Sącza, Jacobus de Sandecz, de Nova Sandecz – polski malarz czynny w XV w. głównie w Małopolsce, tworzący w stylu gotyckim.
Szczegółowych danych o pochodzeniu, życiorysie, a nawet pewnej listy dzieł Jakuba nie ma. Obywatelstwo Krakowa otrzymał w roku 1443, a z dokumentującego to zapisu, w którym określono go jako malarza z Nowego Sącza (pictor de Nova Sandecz), wyciąga się wniosek, że pochodził i uczył się malarstwa właśnie w tym mieście. Z dokumentów z lat 60. XV w. wynika, że w tej dekadzie wykonywał różne zamówienia dla duchownych krakowskich (w tym na zlecenie Jana Długosza dla katedry wawelskiej), mieszczan z Nowego Sącza oraz przyjął zlecenie i wykonał ołtarz kościoła św. Idziego w Bardejowie (dziś Słowacja). Ten ostatni nie przetrwał do dziś, ale zachowały się w Bardejowie niektóre rzeźby z nim wiązane oraz obraz Madonna z Dzieciątkiem (ok. 1470) przypisywany Jakubowi, a współcześnie znajdujący się w kolekcji budapesztańskiego Muzeum Sztuk Pięknych.
Jakub z Sącza zwykle utożsamiany jest z malarzem określanym jako Jacobus pictor de Cracovia, znanym z dokumentów Krakowa od roku 1445 do 1458, wg których był żonaty z Barbarą, miał dom w Krakowie, w tym czasie tworzył obrazy dla klientów z Krakowa, Lwowa i innych miejscowości, a w 1454 piastował stanowisko starszego krakowskiego cechu malarzy oraz stolarzy. Część historyków sztuki utożsamia Jakuba także z Mistrzem Tryptyku Trójcy Świętej (Mistrzem Chórów) i w takim razie byłby on autorem niektórych lub wszystkich malowideł dwóch tryptyków katedry wawelskiej - Świętej Trójcy z kaplicy Świętokrzyskiej i tryptyku ze św. Wojciechem i Stanisławem, a także paru innych ołtarzy Małopolski (patrz dyskusja w). Inni historycy traktują Jakuba i anonimowego Mistrza Chórów jako odrębnych artystów.